# Fünfseen
Fünfseen ist eine Gemeinde im Westen des Landkreises Mecklenburgische Seenplatte in Mecklenburg-Vorpommern (Deutschland). Sie wird vom Amt Malchow mit Sitz in der gleichnamigen Stadt verwaltet.

## Geografie

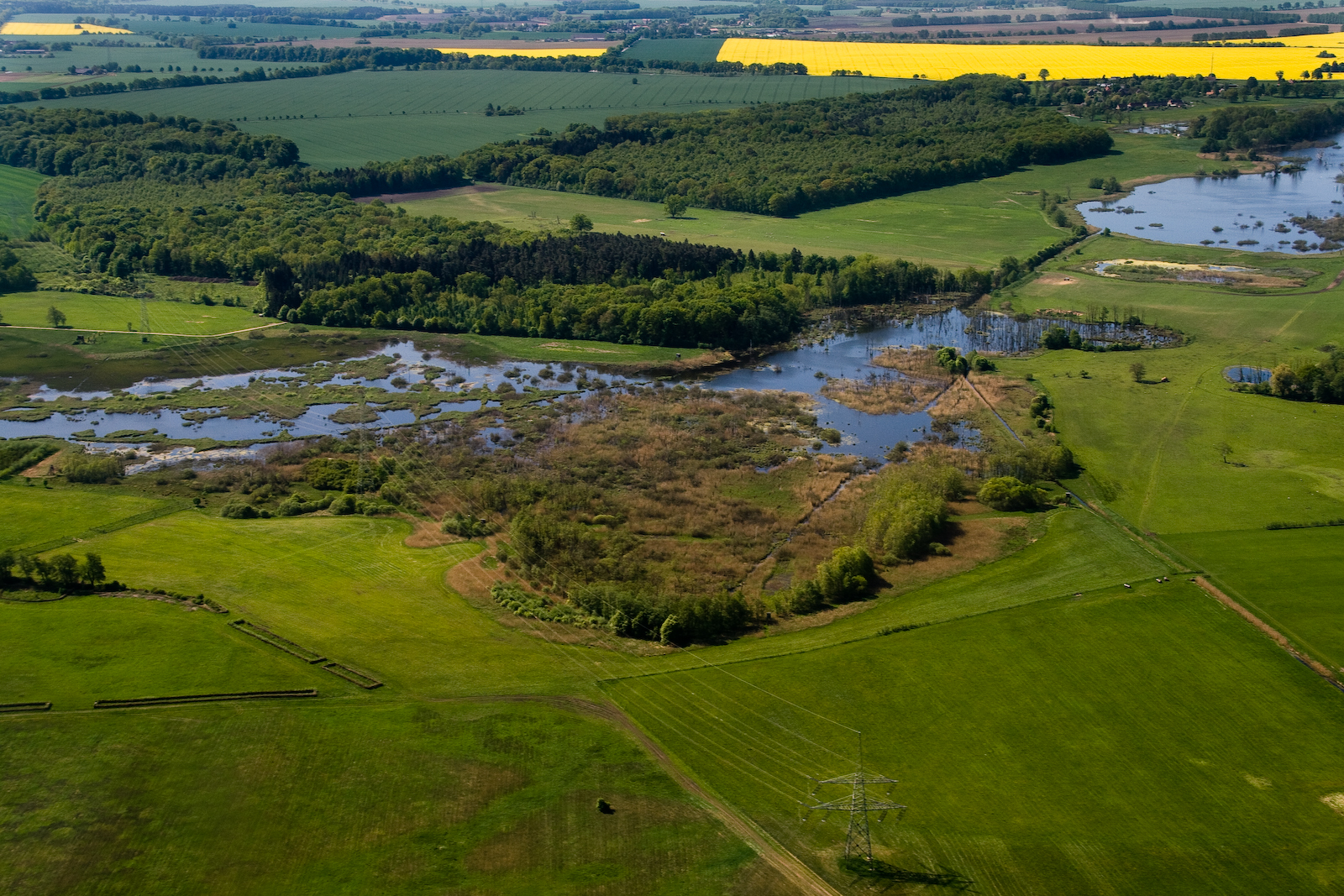
Rogeezer Bruch

Die Gemeinde liegt im Süden Mecklenburg-Vorpommerns, am Ostufer des Plauer Sees und südlich von Malchow. Innerhalb des Gemeindegebiets liegen der Hofsee, der Kogeler See und der größte Teil des Petersdorfer Sees. Große Teile der Gemeinde sind mit Nadelwäldern bewachsen. Das Gelände steigt von Norden nach Süden von 62 auf bis zu 123 m ü. NHN an.
Umgeben wird Fünfseen von den Nachbargemeinden Malchow im Norden, Göhren-Lebbin im Nordosten, Walow im Osten, Leizen im Südosten, Fincken und Altenhof im Süden, Stuer im Südwesten, Zislow im Westen sowie Plau am See im Nordwesten.

## Ortsteile
Fünfseen wurde am 1. Januar 2005 als Zusammenschluss der Ort
- Adamshoffnung
- Bruchmühle
- Grüssow
- Neu Grüssow
- Kogel
- Lenz-Süd
- Petersdorf
- Rogeez
- Satow
- Satow Hütte

Bis zum Zusammenschluss waren Adamshoffnung mit Bruchmühle, Lenz-Süd und Petersdorf; Grüssow mit Neu Grüssow; Kogel; Rogeez und Satow mit Satow Hütte eigenständige Gemeinden.

## Politik

### Gemeindevertretung und Bürgermeister
Der Gemeinderat besteht (inkl. Bürgermeister) aus zehn Mitgliedern. Die Wahl zum Gemeinderat am 9. Juni 2024 hatte folgende Ergebnisse:
| Partei/Bewerber                         | Prozent | Sitze |
| --------------------------------------- | ------- | ----- |
| WGA – Wählergemeinschaft Adamshoffnung  | 20,56   | 2     |
| WGS – Wählergemeinschaft Satow          | 18,59   | 2     |
| FWF – Freie Wählergemeinschaft Fünfseen | 15,8    | 2     |
| Rogeezer Wählervereinigung              | 15,75   | 2     |
| WG Kogel – Wählergemeinschaft Kogel     | 15,61   | 1     |
| WGG – Wählergruppe Grüssow              | 7,68    | 1     |
| Lebenswertes Grüssow/Neu Grüssow        | 4,9     | 0     |
| FDP – Freie Demokratische Partei        | 1,1     | 0     |

Bürgermeister der Gemeinde ist Egbert Wenghöfer. Zuerst 2014 und durchgehend im Amt, wurde er mit 50,78 % der Stimmen bei der Kommunalwahl 2024 wiedergewählt.

### Dienstsiegel
Die Gemeinde verfügt über kein amtlich genehmigtes Hoheitszeichen, weder Wappen noch Flagge. Als Dienstsiegel wird das kleine Landessiegel mit dem Wappenbild des Landesteils Mecklenburg geführt. Es zeigt einen hersehenden Stierkopf mit abgerissenem Halsfell und Krone und der Umschrift „GEMEINDE FÜNFSEEN“.

## Sehenswürdigkeiten
- Dorfkirche Grüssow aus dem 13. Jahrhundert
- Gutshaus Rogeez
- frühgotische Feldsteinkirche von Satow von 1284 bzw. um 1700
- Zwei Gräber auf dem Friedhof in Satow für zwei namentlich bekannte sowjetische Zwangsarbeiter, die 1941 an den Folgen ihrer Misshandlung starben.
- Gedenkstein in Satow für gefallene Soldaten im Ersten Weltkrieg aus den Orten Satow und Satow-Hütte, Rogeez, Suckow, Kogel
- Am Eulenberg (Wegkreuzung zwischen Satow, Kogel und Rogeez) befindet sich ein Hügelgrab aus der älteren Bronzezeit.
- Im Ortsteil Rogeez, in der Nähe der Chausseestraße, befindet sich ein Hügelgrab.

## Wirtschaft und Infrastruktur
Das Gebiet ist durch die Landwirtschaft geprägt. Erstmals erhielt Rogeez in den 1930er Jahren eine zentrale Trinkwasserentnahmestelle in zentraler Ortslage. Nach dem Krieg entstand eine weitere Entnahmestelle in Rogeez. Diese wurde weiter ausgebaut und versorgte Rogeez bis etwa 1975 mit Trinkwasser. Die zuvor entstandene Trinkwasserentnahmestelle in Kogel übernahm diese Aufgabe. Sie versorgt bis heute viele umliegende Orte sowie Kogel selbst mit Trinkwasser.

Die einzelnen Orte wurden zwischen 1997 und 1999 an das zentrale Abwassernetz angeschlossen. 2007 erhielten Satow, Kogel und Rogeez einem Erdgasanschluss.
In Kogel und Rogeez gab es außerhalb der Orte eine Müllkippe für allgemeine Abfälle und Bauschutt. In Rogeez befand sich diese bis zum Beginn der 1990er Jahre auf dem Röbeler Berg. Nach ihrer Schließung erfolgte eine Renaturierung des Areals.

## Verkehrsanbindung
Durch die Gemeinde führt die Bundesautobahn 19 von Wittstock nach Rostock, die über die Anschlussstellen Waren oder Röbel/Müritz zu erreichen ist. Die Bundesstraße 192 stellt eine Verbindung nach Waren (Müritz) und Neubrandenburg dar. Der nächste Bahnhof befindet sich in Malchow. Vor 1989 befand sich auch ein Bahnhof im näher gelegenen Altenhof.